# 悲傷的心情 (JUST A MAN IN LOVE)
《悲傷的心情 (JUST A MAN IN LOVE)》是日本歌手桑田佳祐於 1987年10月發行的首張個人單曲。

## 概要
《悲傷的心情 (JUST A MAN IN LOVE)》是日本樂團南方之星在1985年發行專輯《KAMAKURA》後，團長桑田佳祐在樂團尚未有下一步音樂活動進行時、於空檔發行的首張個人名義單曲作品。
當時參與此作品編曲部份除桑田佳祐本人外、尚有藤井丈司及小林武史兩人，而小林武史也因這張作品的關係展開了和南方之星及桑田佳祐長期的音樂製作關係。
作品中的歌詞內容為描述一個失戀男人悲傷的心情，但卻刻意用輕快愉悅的曲風來反襯效果，並且加入不少當時南方之星還未嘗試使用的各種電子樂器音效。
《悲傷的心情 (JUST A MAN IN LOVE)》事後成為桑田佳祐在演唱會上常出現的曲目，而現場聽眾在這首歌表演時有個不成文的習慣動作為：在桑田佳祐唱到「JUST A MAN IN LOVE 、OH Yeah～」這段歌詞時會全體一同作出雙手前後揮舞的動作。

## 收錄歌曲
1‧悲傷的心情 (JUST A MAN IN LOVE)
※作詞・作曲:桑田佳祐　編曲:桑田佳祐 & 藤井丈司 & 小林武史
2.LADY LUCK
為全英文歌詞的樂曲，歌詞內容由日本1976年期間成立的樂團「GODIEGO」裡的成員之一Tommy Snyder撰寫。
當時於紐約進行錄音工作，是桑田佳祐在南方之星的1984單曲《Tarako》後首次在海外錄音。
※作詞:Tommy Snyder 作曲:桑田佳祐　編曲:桑田佳祐 & Jimmy Bralower & Jeff Bova

## 演奏成員
1‧悲傷的心情 (JUST A MAN IN LOVE)
- 桑田佳祐：主唱
- 小林武史：電子琴、合成器
- 原田末秋：吉他
- 琢磨仁：貝斯
- 藤井丈司：音序器
- 杉真理：合唱 (日本索尼音樂娛樂旗下)

2‧LADY LUCK
- 桑田佳祐：主唱
- Jeff Bova：電子琴、合成器
- Jimmy Bralower：音序器
- 河内淳一：電吉他

## 被收錄其中的專輯
首張收錄
- Keisuke Kuwata（1988年）

精選集收錄
- From Yesterday（1992年）
- TOP OF THE TOPS（2002年）

## 翻唱歌手
- 張震嶽：就是喜歡你（1993年，中文歌詞改寫：余人杰）
- 古巨基：藍天與白雲（1993年，廣東歌詞改寫：古巨基）
- TOXIC：廣告天才李太白OST　Part.1（2013年，韓文歌詞改寫）

## 外部連結
（日語）歌曲《悲傷的心情 (JUST A MAN IN LOVE)》的官方網頁 （页面存档备份，存于）